# Dreifaltigkeitssäule (Poysdorf)

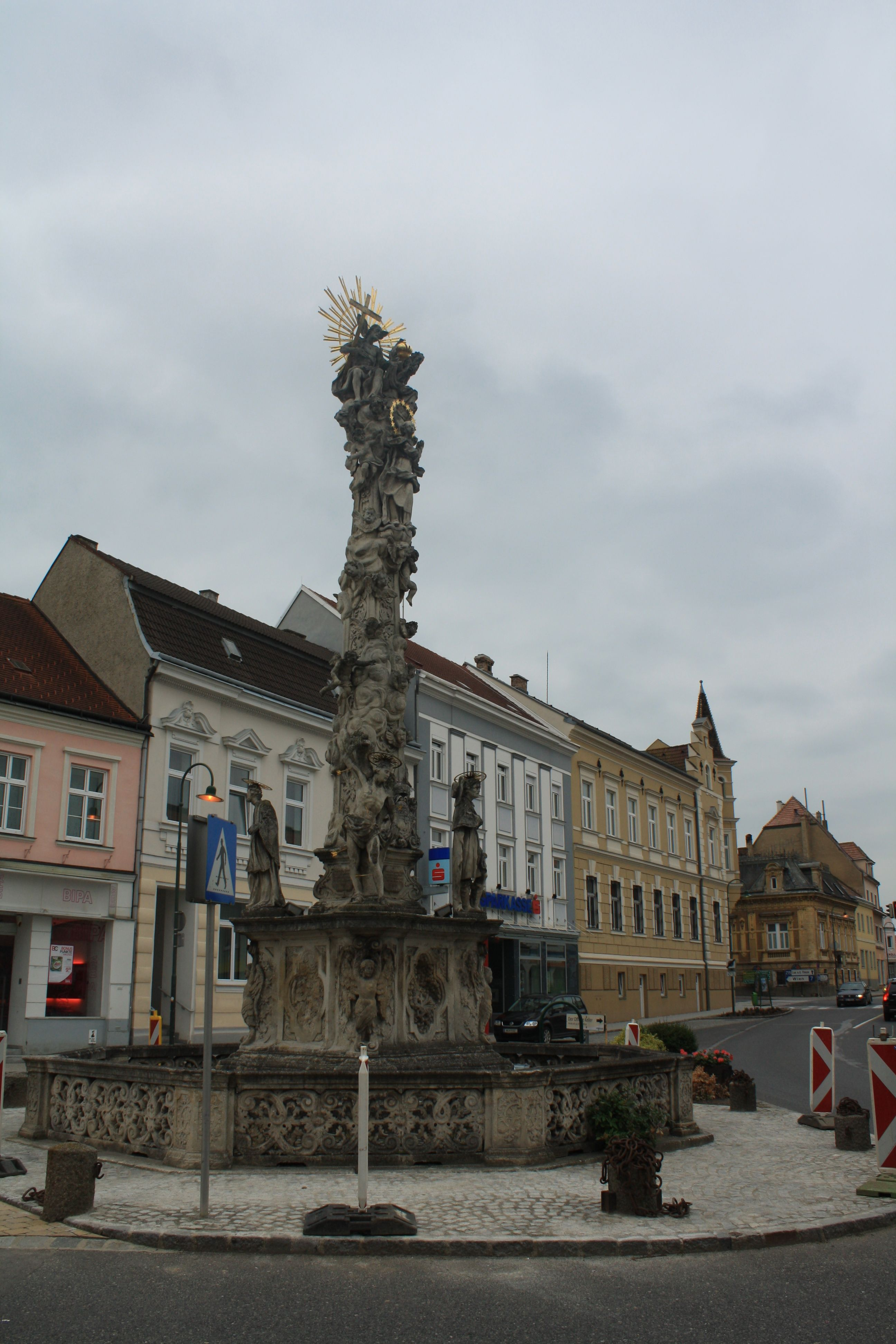
Pest-/Dreifaltigkeitssäule in Poysdorf

Die Dreifaltigkeitssäule (auch: Pestsäule) von Poysdorf in Niederösterreich erhebt sich am Dreifaltigkeitsplatz über einem vierseitig geschwungenen Piedestal inmitten einer achtseitigen Umfriedung mit Steinbandlwerk- und Akanthusbalustrade.
Das Postament verfügt über ein reiches Reliefdekor. Dazu gehören Darstellungen der Heiligen Franz Xaver und Rosalia, der Kreuzigung Christi und des Poysdorfer Wappens sowie inschriftliche Bezeichnungen von 1715, 1832 und 1932, darunter Rochus M. Mairhoffer von Wienn. Die Ecken des Sockels sind mit Cherubim besetzt. Darüber befinden sich Steinfiguren der Heiligen Rochus, Sebastian, Karl Borromäus und Johannes Nepomuk.
Das Piedestal trägt einen Wolkenobelisk mit Inschriften an der Basis und einer Figurengruppe Heilige Dreifaltigkeit Maria krönend an der Spitze.
Die Dreifaltigkeitssäule steht unter Denkmalschutz (Listeneintrag).

Inschriften an der Basis der Säule
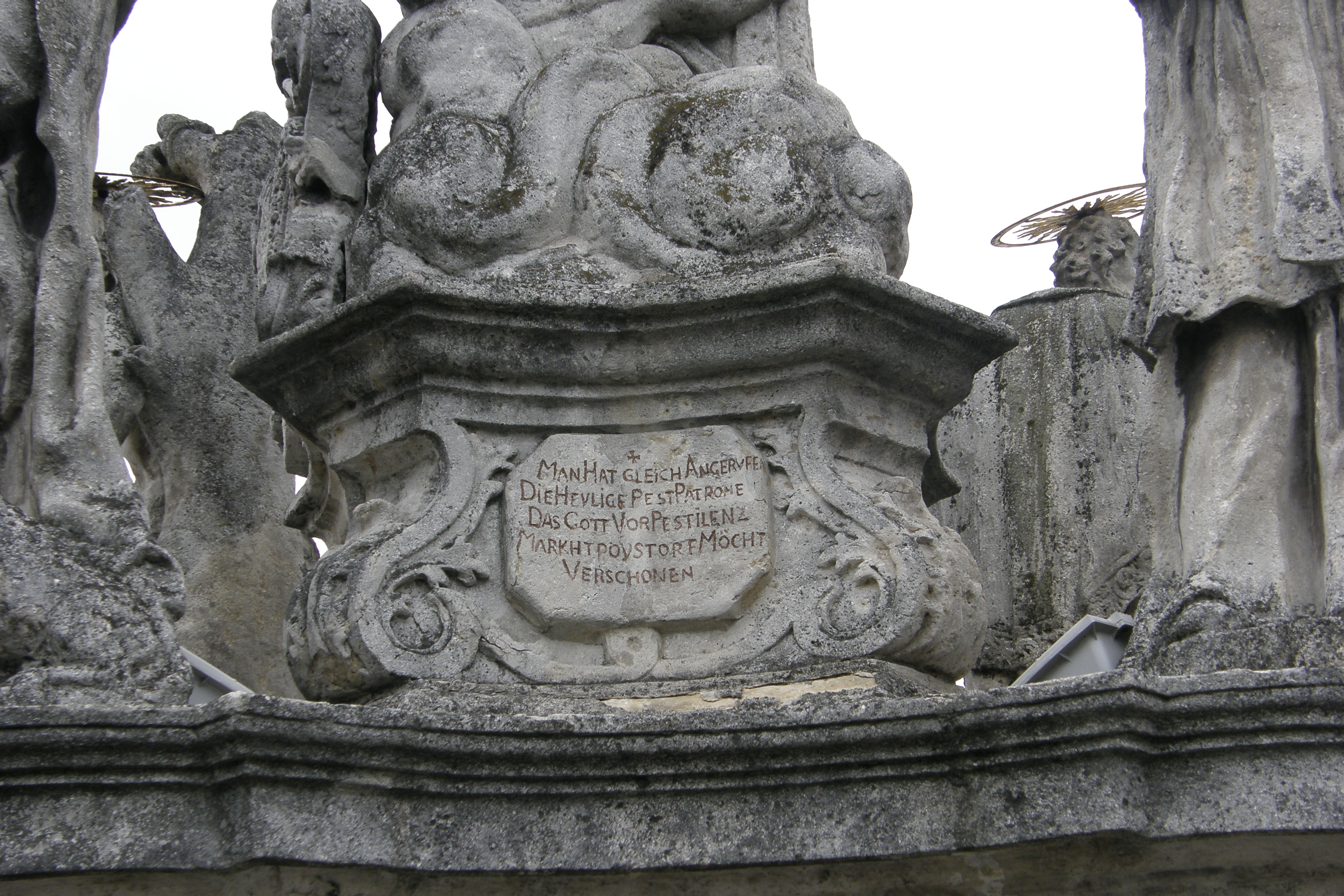
Man hat gleich angerufen die heilige PestPatrone Das Gott Vor Pestilenz Markhtpoysdorf Möcht Verschonen
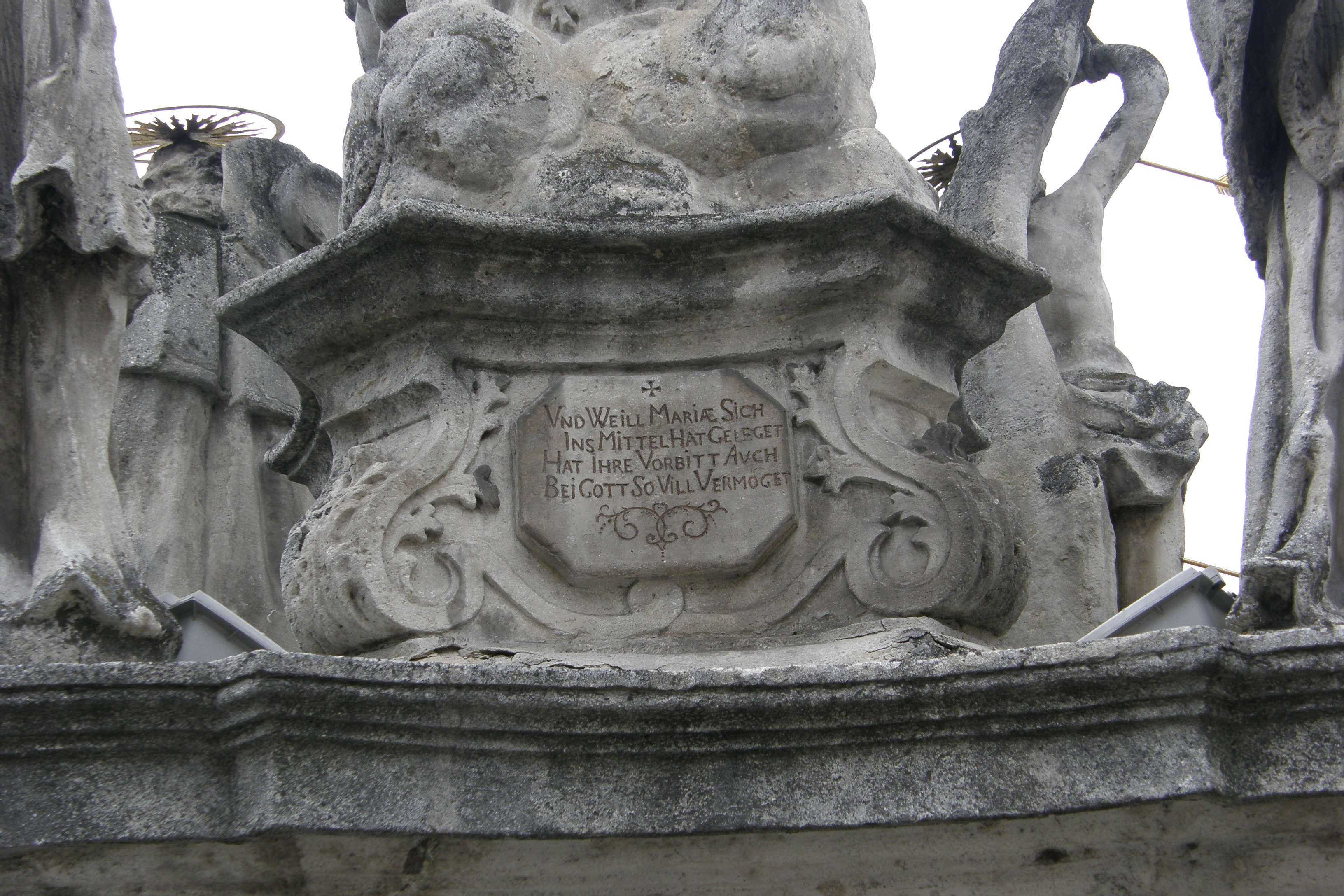
Und Weill Mariae Sich Ins Mittel Hat geleget Hat Ihre Vorbitt Auch Bei Gott So Vill Vermoget
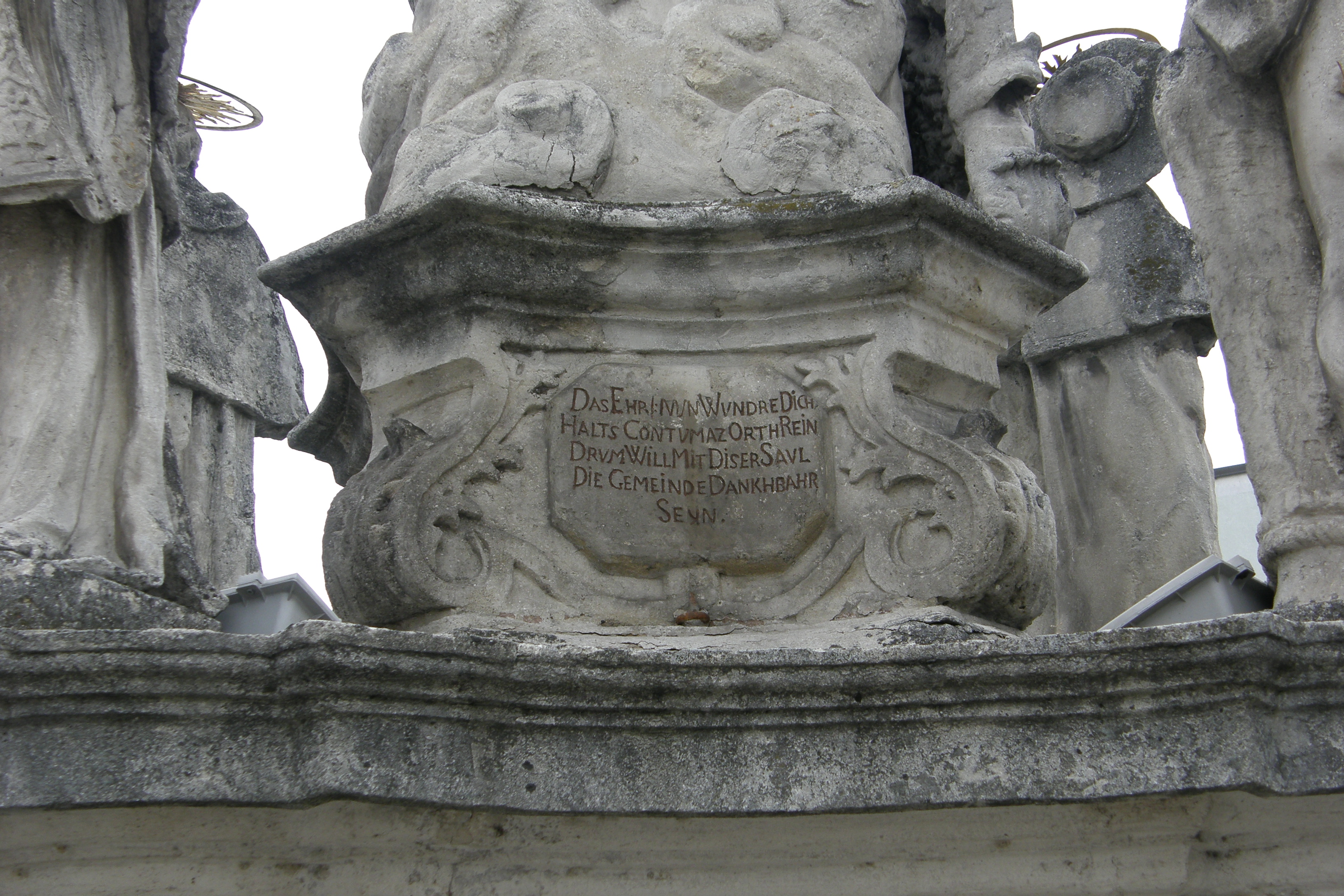
Das Ehr nun Wundre Dich, Halts Contumaz Orth Rein Drum Will Mit Dieser Saul Die Gemeinde Dankbar Seyn.